# Dreifarbiger Serbischer Laufhund
Der Dreifarbige Serbische Laufhund – Serbisch: српски тробојни гонич / srpski trobojni gonič oder тробојац/trobojac – (früher Jugoslawischer Dreifarbiger Laufhund) ist eine von der FCI anerkannte Hunderasse aus Serbien (Nr. 229, Gr. 6, Sek. 1.2). 

## Herkunft und Geschichte
Der Dreifarbige Serbische Laufhund besitzt den gleichen Ursprung wie die anderen Laufhunde des Balkans. 1946 wurde diskutiert, ob der Dreifarbige Serbische Laufhund nur eine Varietät des Serbischen Laufhundes oder eine eigene Rasse sei.
Der Dreifarbige Serbische Laufhund wurde am 25. Juli 1961 von der FCI schließlich als Rasse anerkannt.

## Beschreibung
Der Dreifarbige Serbische Laufhund ist mittelgroß (bis zu 55 cm) und von kräftigem Körperbau.
Er hat kurzes, üppiges und glänzendes Haar. Die Grundfarbe des Haars ist ein sattes Rot. Das Schwarz bildet einen Mantel oder Sattel und reicht bis zum Kopf hin. Außerdem befinden sich zwei schwarze Abzeichen an den Schläfen. Das Weiß bildet ein ganzes oder teilweises Halsband und eine Blesse.
Die Ohren des Dreifarbigen Serbischen Laufhundes sind hoch angesetzt, mittellang und liegen eng an den Backen an.

## Charakter
Der Dreifarbige Serbische Laufhund besitzt ein freundliches Wesen. Er ist voller Temperament, ergeben, zuverlässig und sehr beharrlich.